# Carly Simon
Carly Elisabeth Simon (New York, 25 giugno 1943) è una cantautrice statunitense.
È nota soprattutto per i brani You're So Vain del 1972, Why del 1982 e Coming Around Again del 1986, oltre che a una produzione musicale molto ricca. 
Lungo la sua carriera, infatti, ha vinto numerosi premi artistici, tra cui alcuni Grammy Award, più un Oscar e un Golden Globe nel 1989.

## Biografia
Nata e cresciuta nel quartiere Riverdale di New York, dal padre Richard Simon, pianista e cofondatore della casa editrice Simon & Schuster, e la madre Andrea Heinmann, cantante e attivista per i diritti civili, negli anni dell'infanzia si recava spesso con la sua famiglia nella casa di campagna di Stamford, nel Connecticut. 
A soli otto anni cominciò a soffrire di balbuzie, evento che la portò a dedicarsi intensamente al canto. Mentre suo fratello minore Peter divenne un fotografo, le sorelle maggiori Joanna e Lucy condividevano la sua passione per la musica e insieme a Lucy formò il duo canoro Simon Sisters, col quale esordì nel 1964 con il brano Winkin', Blinkin' and Nod e con l'album Meet the Simon Sisters.

### Il successo degli anni settanta

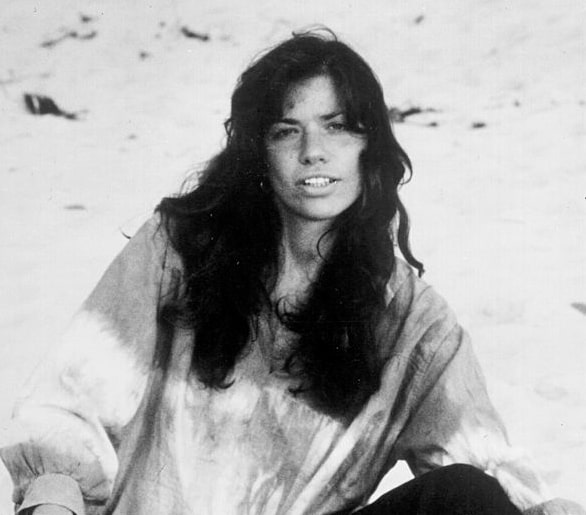
Carly Simon (1974)

Il discreto successo la portò presto a collaborare con la rock band Elephant's Memory, per poi partecipare, nel 1971, anche a una piccola parte, nel ruolo di cantante, nel film Taking Off di Miloš Forman. Nello stesso anno pubblicò il suo primo album, omonimo, con buon successo, tanto da iniziare a collaborare anche con altre famose rock star, come ad esempio Mick Jagger, che fece da voce corista durante la registrazione in studio del suo primo successo, You're So Vain, del 1972.
Il brano la consacrò al grande pubblico, e nel 1973 tenne la prima posizione nella Billboard Hot 100 per tre settimane (dall'album No Secrets), oltre che vendere più di un milione di copie solo negli Stati Uniti.
Nel 1974, uscì l'album Hotcakes, nel quale duettò col noto cantante (poi rimasto un suo vecchio amico) James Taylor, che aveva sposato due anni prima. Nello stesso anno nascerà anche la loro primogenita, Sarah Sally Taylor. Più tardi, nel 1977, nascerà anche il secondogenito, Benjamin Taylor. La cantante Simon ha fatto i cori nel brano Shower the People del marito Taylor. È anche l'anno della hit Nobody Does It Better, poi inclusa nella colonna sonora del film La spia che mi amava.
All'apice del successo, comparve sulla copertina delle riviste Rolling Stone e di People del 1978. Nel 1979, anno dell'album Spy, partecipò al concerto No Nukes, contro lo sviluppo dell'energia nucleare, sempre in coppia col marito James Taylor.

### Anni ottanta
Il successo di Carly proseguì anche negli anni ottanta, esordendo con l'album Come Upstairs (1980), edito dalla Warner Bros. Nel 1982 uscì Why. A questo seguirono numerose altre produzioni per tutto il decennio. Carly divorzierà da James Taylor nel 1983, mentre nel 1985 si metterà insieme al batterista Russ Kunkel.
Nel 1986 uscì l'altro suo brano più famoso, la romantica ballad Coming Around Again, inserita nel film Heartburn - Affari di cuore. Nel 1987 lasciò Kunkel per sposare lo scrittore James Hart, dal quale divorzierà poi nel 2007.
Nel 1989 Carly vinse sia l'Oscar che il Golden Globe per la migliore canzone originale con Let the River Run inserita nel film Una donna in carriera. Ha composto anche With a Few Good Friends per il film Pimpi, piccolo grande eroe.

### Anni novanta
In questo decennio la produzione musicale di Carly continuò incessantemente. Da citare alcuni lavori quali Have You Seen Me Lately (che contiene la hit Holding Me Tonight), quindi My Romance, Letters Never Sent, Romulus Hunt e Film Noir, più altre collaborazioni musicali per alcuni film. Nel 1994 il suo nome fu inserito nella Songwriters Hall of Fame. Tre anni dopo, Carly subì una delicata operazione per un cancro al seno. Nonostante sia stata spesso paragonata alla cantante pop Annie Lennox, in realtà Carly collaborò in questi anni soltanto sporadicamente con David A. Stewart, cofondatore degli Eurythmics.

### Anni recenti
Il nuovo millennio per Carly si aprì con l'album The Bedroom Tapes, chiamato così perché interamente scritto nella sua stanza da letto. Nel primo decennio 2000 la sua produzione e collaborazione musicale non si fermò, partecipando anche a numerose iniziative e vari concerti. Nel 2010 uscì l'album Never Been Gone.
Dal 2010 ha intrapreso una relazione sentimentale con il chirurgo Richard Koehler.
Nell'ottobre 2022 sono decedute le sue due sorelle Joanna e Lucy, entrambe malate di tumore e morte una a un giorno di distanza dall'altra.

## Discografia

### Album in studio
- 1971 - Carly Simon
- 1971 - Anticipation
- 1972 - No Secrets
- 1974 - Hotcakes
- 1975 - Playing Possum
- 1976 - Another Passenger
- 1978 - Boys in the Trees
- 1979 - Spy
- 1980 - Come Upstairs
- 1981 - Torch
- 1983 - Hello Big Man
- 1985 - Spoiled Girl
- 1987 - Coming Around Again
- 1990 - My Romance
- 1990 - Have You Seen Me Lately
- 1992 - This Is My Life
- 1993 - Romulus Hunt: A Family Opera
- 1994 - Letters Never Sent
- 1997 - Film Noir
- 2000 - The Bedroom Tapes
- 2005 - Moonlight Serenade
- 2007 - Into White
- 2008 - This Kind of Love
- 2009 - Never Been Gone

### Raccolte
- 1975 - The Best of Carly Simon
- 1988 - Greatest Hits Live
- 1995 - Clouds in My Coffee
- 1999 - The Very Best of Carly Simon: Nobody Does It Better
- 2002 - Christmas Is Almost Here
- 2002 - Anthology
- 2004 - Reflections: Carly Simon's Greatest Hits
- 2009 - Carly Simon Collector's Edition
- 2011 - Original Album Series
- 2014 - Playlist: The Very Best of Carly Simon

## Filmografia

### Attrice
- Perfect (Perfect), regia di James Bridges (1985)
- Tutte le ex del mio ragazzo (Little Black Book), regia di Nick Hurran (2004)

### Colonna sonora
- Heartburn - Affari di cuore (Heartburn), regia di Mike Nichols (1986)
- Una donna in carriera (Working Girl), regia di Mike Nichols (1988) * james bond “the spy who loved me”, (1974)